# Sippersfelder Weiher
Das Naturschutzgebiet Sippersfelder Weiher liegt im Donnersbergkreis in Rheinland-Pfalz.
Das etwa 40 ha große Gebiet, das im Jahr 1986 unter Naturschutz gestellt wurde, erstreckt sich südöstlich der Ortsgemeinde Sippersfeld. Westlich verläuft die Landesstraße L 394. In dem Gebiet, das von der Pfrimm durchflossen wird, befinden sich vier Weiher. Innerhalb des Schutzgebietes befindet sich das Naturdenkmal „Pfrimmquelle“.
Schutzzweck ist die Erhaltung der Feuchtgebiete mit den offenen Wasserflächen, Verlandungszonen und Bruchwaldresten sowie der unmittelbar angrenzenden Waldbereiche als Standorte seltener Pflanzenarten und Pflanzengesellschaften, als Lebens- und Teillebensräume seltener, in ihrem Bestand bedrohter Tierarten und aus wissenschaftlichen Gründen.